# عدالخضر
عدالخضر، قرية من قرى ولاية الجزيرة، جمهورية السودان، تقع على بعد عشره كيلومتر شمال شرق مدينة رفاعه، يسكنها الجعليين الحسبلاب اضافه لاقليات من الأجناس والقبائل الأخرى يدينون بالإسلام يتعايشون في وئام ومحبه وتواصل.
الحرفة الرئسيه لاهلها "التجارة"، التي كانوا يمارسونها قديما في اتجاهات المفازة ونحوها اما أغلب تواجدهم في أسواق كسلا، والقضارف، وبورتسودان، هذا اضافه إلى الخرطوم بحري، وبعضهم مغتربون خارج الوطن.
من اعلام القرية عوض الكريم أبوشراء والطيب دج
بها مؤسسات عامه مدرسة انس بن مالك الأساسية بنين ومدرسة خوله بنت الازور الأساسية بنات ومدرسه ثانويه مزدوجه والمركز الصحي ومركز الشباب وبها مسجدين، اقرب الأسواق إليها (سوق تمبول) يتسوقون فيه يومي السبت والثلاثاء من كل اسبوع ويشترون منه مايحتاجونه لمعاشهم اليومي.
سبب التسمية..
اول من سكن هذه المنطقه عبدالكريم ود زهري الجد الكبير للأسرة الشكرية الوحيده في هذه القرية وكان من عرب الشكرية الرحل وطاب له المقام في المنطقة فترة طويلة ثم بدا بحفر بئر ولكن لقلة إمكانية لم يستطيع إكمال البئر آنذاك.. فأتي الخضر ومعه عائلة من الصبابي بحري هاربا من حملات الخليفة التعايشي خليفة المهدي ابان (الثورة المهدي) وكان تاجرا يذهب إلى مصر ويجلب البضائع، فرحب به عبدالكريم وزهري وتعايشئ سويا.. وفي إحدى سفراته الي مصر جلب الخضر الة (الوير) لكسر الصخرة التي اعترضهم عند حفر البئر، وتم ذلك بهذه الالة التي جلبها الخضر ونبعت الماء.. فاخذ الناس منذ ذلك الوقت يقول ذاهب إلى عدالخضر او ( بئر الخضر) وال (عد) بكسر العين تعني البئر عندهم.
أصول مؤسسي قرية عد الخضر
عن أصول مؤسسي قرية عد الخضر هم جعليين حسبلاب نزحوا من الفجيجة الي منطقة ام ضفيرة في نواحي بارة مع خروج المك نمر من شندي ١٨٢٢م ونحو الجد عبضول وأولاده حاج الصديق والخضر وسليمان وامحمد خير الي الصبابي بالخرطوم بحري التي يعتقد أن عبضول دفن بها وكانت وفاته يوم الأربعاء ومنها نزحوا الي نايل بالجزيرة وتزوج فيها حاج الصديق النخيل وهي بطحانية ونزحوا منها الي رفاعة حيث أعطاهم شيخ الشكرية ابوسن منطقة عد الخضر والأراضي الحولها وقام الخضر بحفر البئر واستقر أخيرا حاج الصديق وإخوانه ومن معهم بالقرية